# Kabała luriańska
Kabała luriańska – jeden z nurtów nauki kabała zapoczątkowany przez Izaaka Lurię (ARI), a kontynuowany przez Jehuda Aszlaga (Baal Sulam) i Baruch Aszlaga (Rabasz), którego cechą charakterystyczną w porównaniu z klasyczną kabałą jest opisanie procesu stwarzania świata za pomocą Sefirot i parcufim (boskich oblicz) – sił pośredniczących w procesie stwarzania świata.

## Stworzenie świata
Według Lurii proces kreacji odbył się w następujących etapach. Na początku był tylko Nieskończony, Stwórca zwany w kabale Ein Sof i „…wyższe, proste światło wypełniało całą realność…” (TES tom 1, część 1). Kiedy Nieskończony zdecydował się objawić swoją chwałę, stworzyć „stworzenie”, „życzenie”, które mogłoby przyjąć całą jego miłość i dobroć, musiał uczynić dla niego miejsce. Wtedy „…skrócił Nieskończony siebie w kropce centralnej Swojej […] skróciło się światło i oddaliło się”. Zjawisko to nosi nazwę Cimcum. 
Następnie „z Nieskończoności przyciągnął się promień światła wewnątrz przestrzeni […] I po promieniu przyciągnęło się i opuściło się światło Nieskończoności w dół. […] I w tej przestrzeni urodził, stworzył, uczynił wszystkie te światy”, co dało początek istnieniu światów. A kolejne stopnie opuszczenia się tego światła noszą właśnie nazwę sefirot, które określały kolejne stopnie podobieństwa danego poziomu do Ein Sof.
Na skutek opuszczenia promienia do Stworzenia (centralnej kropki) w kolejnych etapach powstają światy: Adam Kadmon, Nekudim, Acilut, Bria, Jecira, Asia. W świecie Nekudim następuje rozbicie pojemników (szwirat kelim), co skutkuje wymieszaniem właściwości Ein Sof (Stwórcy, właściwości oddawania) i Stworzenia (właściwości otrzymywania). Po rozbiciu pozostały trzy rodzaje pojemników: altruistyczne, altruistyczne z częścią egoizmu, egoistyczne z częścią altruizmu oraz czysto egoistyczne, składają się one odpowiednio na światy: Acilut, Bria, Jecira, Asia.
Luria wyjaśnia, że rozbicie pojemników było konieczne, ponieważ był to jedyny sposób na wprowadzenie cząstki doskonałości, dobra, właściwości altruistycznych do Stworzenia. Bez tego „nie byłoby możliwe istnienie świata”. Bez tej cząstki doskonałości – „kropki w sercu”, proces naprawy (proces dojścia stworzenia do podobieństwa Stwórcy, dzięki stopniowemu wzniesieniu poprzez światy ABE'A) nie byłby możliwy. Według Lurii rolą ludzkości jest dojście do stanu Gmar Tikkun czyli końcowego naprawienia, co równa się ponownemu połączeniu wszystkich rozproszonych iskier boskiego światła, upodobnienie się każdego człowieka właściwościami do Stwórcy. 